# Фестивал буњевачки писама
Фестивал буњевачки писама је музички фестивал у Суботици који организује Хрватска глазбена удруга Фестивал буњевачки писама. Фестивал је настао 2000. године када је основан и Иницијативни одбор Фестивала. Следеће године исти је преиначен у Организациони одбор, а те године је одржан и I. Фестивал буњевачки писама.
Главни је циљ Фестивала стварање нових композиција које су везане за живот, културу и обичаје бачких Хрвата, као и афирмација хрватских умјетника у Бачкој - складатеља, текстописаца, музичких инструменталиста и вокалних солиста.
Фестивал је волонтерски, а песме се изводе премијерно.
Музика и текст одсликавају и представљати бачке Хрвате, односно њихове обичаје из живота. При чему текст мора бити писан на матичном буњевачком говору, икавици, а допуштено је и писање на ијекавици.
До 2009. године фестивал је организован под окриљем Хрватског културног центра Буњевачко коло, а од 2010. организује га Хрватска глазбена удруга Фестивал буњевачки писама. Фестивал се одржава у спортској дворани Средње техничке школе "Иван Сарић".